# Marc Ryan
Marc Ryan (ur. 14 października 1982 w Timaru) – nowozelandzki kolarz torowy i szosowy, dwukrotny medalista olimpijski oraz czterokrotny medalista mistrzostw świata.

## Kariera
Pierwsze sukcesy w karierze Marc Ryan osiągnął w 2005 roku, kiedy na igrzyskach Oceanii zdobył złoty medal w drużynowym wyścigu na dochodzenie oraz srebrne w wyścigu indywidualnym i punktowym. Podczas igrzysk Wspólnoty Narodów w Melbourne w 2006 roku zdobył brązowy medal w drużynie. Wynik ten reprezentacja Nowej Zelandii w składzie: Sam Bewley, Hayden Roulston, Marc Ryan i Jesse Sergent powtórzyła na igrzyskach olimpijskich w Pekinie w 2008 roku oraz igrzyskach w Londynie w 2012 roku, gdzie Roulstona zastąpił Aaron Gate. W międzyczasie zdobył w tej samej konkurencji kolejne brązowe medale podczas mistrzostw świata w Pruszkowie w 2009 roku i rozgrywanych trzy lata później mistrzostw świata w Melbourne. W 2014 roku brał udział w mistrzostwach świata w Cali, gdzie ponownie był trzeci w drużynie, ponadto zajmując też trzecie miejsce w wyścigu indywidualnym. Wyprzedzili go jedynie Australijczyk Alexander Edmondson oraz Szwajcar Stefan Küng. Wielokrotnie zdobywał medale mistrzostw kraju, zarówno w kolarstwie torowym, jak i szosowym.